# Prix Apollo
Pour les articles homonymes, voir Apollo.
Le prix Apollo a été créé en 1972 par Jacques Sadoul avec l'assistance de Jacques Goimard. Il couronnait chaque année le meilleur roman de science-fiction publié en France l'année précédente. Son nom avait été choisi en référence à la mission américaine Apollo 11 et pour ses facilités à être mémorisé.
Le jury était composé de 11 personnes, toujours en référence à la mission Apollo : René Barjavel, Jacques Bergier, Jean-Jacques Brochier, Michel Butor, Michel Demuth, Jacques Goimard, Francis Lacassin, Michel Lancelot, François Le Lionnais, Alain Robbe-Grillet, et Jacques Sadoul. Les écrivains Gérard Klein et Pierre Boulle, qui avaient été pressentis pour y participer, ont décliné l'offre.
Ce prix a cessé d'être attribué après 1990, par décision des jurés. La raison est un désintérêt progressif de certains jurés comme Michel Butor, Alain Robbe-Grillet n'ayant jamais été vraiment intéressé (mais refusant de quitter le prix). Jacques Bergier mourut en 1978, Sadoul votant ensuite en son nom. Vers la fin il n'y avait plus que cinq votants sur les onze jurés.

## Lauréats
- 1972 : L'Île des morts de Roger Zelazny (OPTA)
- 1973 : Tous à Zanzibar de John Brunner (Robert Laffont)
- 1974 : Rêve de fer de Norman Spinrad (OPTA)
- 1975 : L'Enchâssement de Ian Watson (Calmann-Lévy)
- 1976 : Les Ailes de la nuit de Robert Silverberg (J'ai lu)
- 1977 : Cette chère humanité de Philippe Curval (Robert Laffont)
- 1978 : La Ruche d'Hellstrom de Frank Herbert (Albin Michel)
- 1979 : La Grande Porte de Frederik Pohl (Calmann-Lévy)
- 1980 : Persistance de la vision de John Varley (Denoël)
- 1981 : Le Temps des genévriers de Kate Wilhelm (Denoël)
- 1982 : L'Idiot-roi de Scott Baker (J'ai lu)
- 1983 : L'Orbe et la Roue de Michel Jeury (Robert Laffont)
- 1984 : Les Semeurs d'abîmes de Serge Brussolo (Fleuve noir)
- 1985 : La Citadelle de l'Autarque de Gene Wolfe (Denoël)
- 1986 : La Musique du sang de Greg Bear (la Découverte)
- 1987 : Les Voies d'Anubis de Tim Powers (J'ai lu)
- 1988 : La Compagnie des glaces de Georges-Jean Arnaud (Fleuve noir)
- 1989 : Le Pays du fou rire de Jonathan Carroll (J'ai lu)
- 1990 : Argentine de Joël Houssin (Denoël)